# 19 юни
19 юни е 170-ият ден в годината според григорианския календар (171-ви през високосна). Остават 195 дни до края на годината.

## Събития
- 1269 г. – кралят на Франция Луи IX постановява всички евреи, които не носят отличителния знак Звездата на Давид да заплащат глоба.
- 1829 г. – Руско-турската война (1828 – 1829): Руските войски завладяват Силистра.
- 1862 г. – Конгресът на САЩ премахва робството в САЩ.
- 1867 г. – в Керетаро, Мексико, е екзекутиран чрез разстрел император Максимилиан I
- 1868 г. – по настояване на сръбското правителство Любен Каравелов е арестуван в Нови Сад (тогава в Австро-Унгария) във връзка с убийството на княз Михайло Обренович III.
- 1912 г. – в САЩ е приет със закон 8-часовия работен ден.
- 1919 г. – Мустафа Кемал Ататюрк открива турския Национален конгрес в Анкара, който отхвърля решенията на Версайския договор, засягащи съдбата на Турция.
- 1933 г. – Франция дава политическо убежище на изгонения от СССР Лев Троцки.
- 1938 г. – националният отбор на Италия по футбол за втори път става световен шампион, побеждавайки на финала Унгария с 4:2.
- 1944 г. – Втора световна война: Започва битката за Филипинското море, в която САЩ нанасят големи загуби на японската флота и авиация.
- 1953 г. – Световният съвет на мира награждава посмъртно с „Почетна награда на мира“ български поет Никола Вапцаров.
- 1961 г. – Кувейт официално провъзгласява независимостта си от Великобритания.
- 1986 г. – министър-председателят Георги Атанасов съставя ново правителство на България.
- 1987 г. – ЕТА извършва един от най-кървавите си атентати, при който избухва бомба, разположена в супермаркет в Барселона, като убива 21 души и ранява други 45 души.
- 1990 г. – започват преговори на МВФ с българското правителство, ръководено от Димитър Попов.

## Родени
- 1566 г. – Джеймс I, крал на Англия († 1625 г.)
- 1623 г. – Блез Паскал, френски математик († 1662 г.)
- 1764 г. – Джон Бароу, английски географ († 1848 г.)
- 1896 г. – Аркадий Екатов, съветски летец-изпитател († 1941 г.)
- 1897 г. – Дончо Костов, български биолог († 1949 г.)
- 1919 г. – Богомил Райнов, български писател († 2007 г.)
- 1922 г. – Оге Нилс Бор, датски физик, Нобелов лауреат през 1975 г. († 2009 г.)
- 1930 г. – Жул Леви, български композитор († 2006 г.)
- 1931 г. – Кики Димула, гръцка поетеса († 2020 г.)
- 1941 г. – Вацлав Клаус, президент на Чехия
- 1942 г. – Георги Соколов, български футболист († 2002 г.)
- 1945 г. – Аун Сан Су Чи, бирмански политик, Нобелова лауреатка през 1991 г.
- 1945 г. – Радован Караджич, босненски сръбски политик
- 1947 г. – Салман Рушди, британски писател
- 1949 г. – Мерилин Кей, американска писателка
- 1954 г. – Катлийн Търнър, американска актриса
- 1958 г. – Сергей Цветарски, български статистик, председател на НСИ
- 1962 г. – Пола Абдул, американска певица
- 1963 г. – Саймън Райт, британски барабанист
- 1964 г. – Емил Трифонов – Кембъла, български телевизионен и радиоводещ († 2007 г.)
- 1969 г. – София Касидова, български икономист
- 1970 г. – Антонис Ремос, гръцки поп-изпълнител
- 1970 г. – Брайън Уелч, американски китарист, бивш член на Корн
- 1970 г. – Рахул Ганди, индийски политик
- 1972 г. – Робин Тъни, американска актриса
- 1973 г. – Юко Накадзава, японска актриса и певица
- 1975 г. – Ана Вале, италианска актриса и модел
- 1977 г. – Мария Чонкан, румънска лекоатлетка († 2007 г.)
- 1980 г. – Орлин Цветанов, български цигулар

## Починали
- 1607 г. – Йов Московски, руски патриарх (* ок. 1525 г.)
- 1867 г. – Максимилиан I, император на Мексико (* 1832 г.)
- 1879 г. – Никола Чернокожев, български просветни дейци (* 1849 г.)
- 1884 г. – Едуард Тотлебен, руски генерал (* 1818 г.)
- 1911 г. – Иван Касабов, български революционер (* 1837 г.)
- 1916 г. – Михаил Поморцев, руски изобретател и аеролог (* 1851 г.)
- 1937 г. – Джеймс Матю Бари, шотландски писател (* 1860 г.)
- 1943 г. – Георги Кандиларов, български просветен деец (* 1851 г.)
- 1944 г. – Стоян Едрев, военен деец на БРП(к), публицист и партизанин (* 1915 г.)
- 1981 г. – Драгомир Асенов, български писател (* 1926 г.)
- 1983 г. – Николай Дойчев, български актьор († 1903 г.)
- 1986 г. – Колюш, френски киноартист (* 1944 г.)
- 1991 г. – Джийн Артър, американска актриса (* 1900 г.)
- 1993 г. – Уилям Голдинг, английски писател, Нобелов лауреат през 1983 г. (* 1911 г.)
- 2000 г. – Антон Горчев, български актьор (* 1945 г.)
- 2006 г. – Петър Христосков, български музикант и композитор (* 1917 г.)
- 2010 г. – Мануте Бол, судански баскетболист една от легендите на НБА (* 1962 г.)
- 2013 г. – Джеймс Гандолфини, американски актьор (* 1961 г.)
- 2020 г. – Борислав Ралчев, български политик (* 1938 г.)

## Празници
- Православие – Св. Паисий Хилендарски
- Алжир – Ден на революцията (1965 г.)
- България – Празник на войските за ядрена, химическа и биологическа защита
- България – Ден на дарителя и Празник на Националния музей „Земята и хората“ – На този ден през 1987 г. музеят отваря врати за първите си посетители. Наречен е Ден на дарителя, тъй като музеят дължи съществуването си на хората, предоставили личните си колекции и вложили средства и труд за неговото изграждане и обогатяване
- Кувейт – Ден на независимостта (от Великобритания, 1961 г.)
- САЩ – Ден на еманципацията (премахване на робството върху афроамериканците в Тексас, 1865 г.)
- Тринидад и Тобаго – Ден на труда